# Sedlo pod Svišťovkou
Sedlo pod Svišťovkou (deutsch 	Ratzenbergjoch oder Ratzenbergsattel, ungarisch [Nagy-]Morgás-hágó, polnisch Rakuski Przechód) ist ein 2023 m n.m. hoher Sattel (Pass) auf der slowakischen Seite der Hohen Tatra. Der Sattel überquert einen vom Berg Malý Kežmarský štít (deutsch Weberspitze) verlaufenden Seitengrat zwischen dem Hügel Svišťov hrb (deutsch Ratzenkopf) und dem Berg Veľká Svišťovka (deutsch Großer Ratzenberg) und bildet einen Übergang vom Tal Skalnatá dolina im Süden ins Tal Dolina Zeleného plesa im Talsystem der Dolina Kežmarskej Bielej vody im Norden.
Der Sattel liegt am rot markierten Wanderweg Tatranská magistrála auf der Teilstrecke zwischen dem Bergsee Skalnaté pleso im Süden und dem Bergsee Zelené pleso im Norden und bildet den höchstgelegenen Punkt des Wegs. Eine kurze Stichstrecke führt zum Berg Veľká Svišťovka.
Der Name ist von der Lage unter dem Berg Veľká Svišťovka, dessen Name wiederum auf das häufige Vorkommen von Murmeltieren (im zipserdeutschen Dialekt Ratzen genannt) hinweist, abgeleitet worden. Der polnische Name erinnert an die Lage am Rand des ehemaligen Gemeindegebiets von Rakúsy (deutsch Roks).